# Tambacounda
Tambacounda è una grande città della parte orientale del Senegal, a 400 km a sud-est dalla capitale Dakar. È il capoluogo dell'omonima regione di Tambacounda.

## Storia
Prima ancora che giungessero i francesi a colonizzare questo territorio vi era un villaggio dei Mandingo. Successivamente alla conquista francese la zona diventò una città importante. Costruirono un certo numero di edifici, compresa la stazione ferroviaria che tutt'oggi mantiene il sapore coloniale.

## Popolazione
Agli inizi del XX secolo nella zona giunsero pastori nomadi del Mali, sulle rotte della transumanza e si combinarono con etnie locali.
Sono riportate di seguito stime demografiche ufficiali raccolte nei seguenti anni:
- nel 1988 - 41 885 abitanti;
- nel 2002 - 67 543 abitanti;
- nel 2007 - 78 800 abitanti.

## Economia
Storicamente la città si è sviluppata intorno alla stazione, proprio per poter esercitare un commercio dei propri prodotti anche in luoghi più distanti.  È presente un gran numero di commercianti di bestiame. I principali prodotti agricoli sono: miglio, mais e cotone coltivato nelle pianure asciutte della regione. Nella città e presente la principale industria del cotone (SODEFITEX).

## Luoghi di culto
Come per la maggior parte del Senegal, la popolazione è prevalentemente musulmana, ma in particolare a Tambacounda si ha un mix di gruppi etnici.
Sono presenti 10 parrocchie appartenenti alla diocesi di Tambacounda, sede della Chiesa cattolica suffraganea dell'arcidiocesi di Dakar. È attualmente retta dal vescovo Jean-Noël Diouf. Solo l'1,8% della popolazione è cattolica.

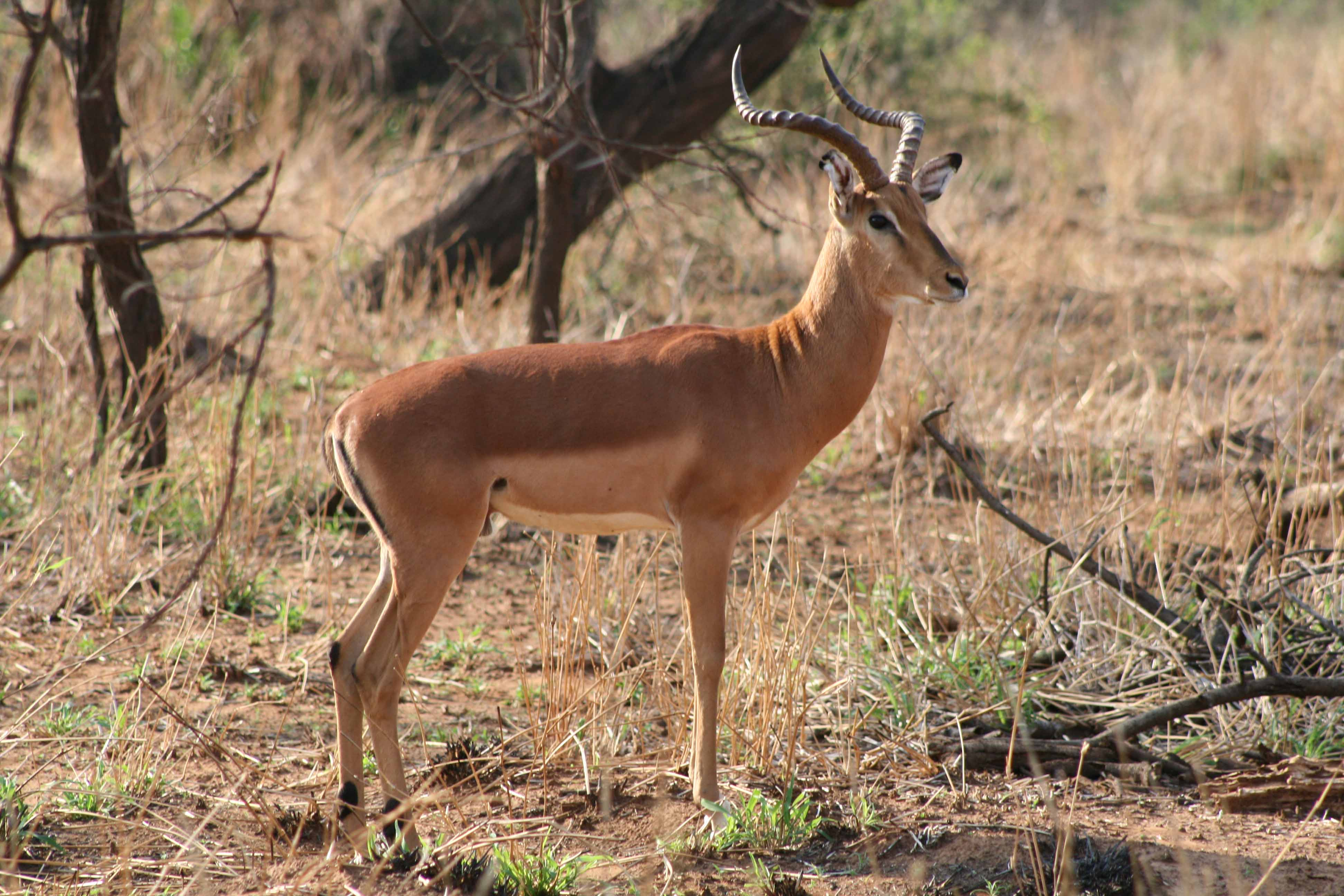
Impala nella riserva

## Monumenti e luoghi d'interesse
Il turismo è poco sviluppato, ma Tambacounda è spesso un punto di passaggio per i viaggiatori in visita al parco nazionale di Niokolo-Koba situato a sud della città , famoso per la sua fauna selvatica.
Nel 2003, la stazione ferroviaria e l'Hotel de la Gare (edifici dell'epoca coloniale) sono stati introdotti dalla prefettura del Senegal nella lista dei monumenti storici.

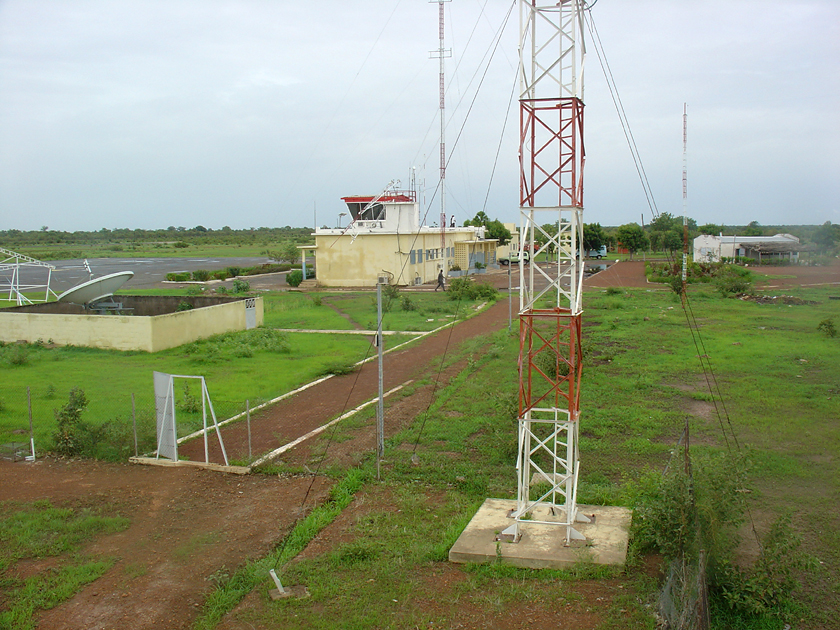
Aeroporto di Tambacounda

## Infrastrutture e trasporti
La città è situata in una zona scarsamente popolata attraversata però dalla ferrovia che offre la linea ferroviaria Dakar-Niger, che conduce dalla capitale Dakar a Bamako (Mali). La stazione è nata nel periodo coloniale, e ancora oggi è in uso. 
La città è anche un punto di passaggio delle autostrade N1 e N7 importanti per il commercio tra la regione di Kayes, in Mali, e la costa del Senegal.
Tambacounda è provvista di un aeroporto continentale che offre voli nazionali e internazionali.

## Musica
Tambacounda ha ottenuto fama anche per la musica e le danze della regione. In modo particolare per la musica prodotta con il djembe. Nella metà del XIX secolo sono giunti a Tambacounda alcuni dei più grandi maestri di djembe di Segu (Mali), portando con sé la loro storia, la conoscenza e segreti di questo strumento. Tra i musicisti di fama Abdoulaye Diakite.

## Politica
Souty Touré, l'attuale sindaco, è un ex ministro del governo sotto Abdou Diouf, ed è stato il fondatore del Partito Socialista Autentico (PSA) che ha sede per l'appunto a Tambacounda.

## Geografia fisica

### Clima
Il clima è prevalentemente arido e secco con la temperatura molto elevata tutto l'anno. Ci sono due stagioni principali, quella secca da novembre a maggio e la stagione che va da giugno ad ottobre che è la stagione delle piogge.

## Amministrazione

### Gemellaggi
- Bondy
- La Roche-sur-Yon